# Hymn Sahary Zachodniej
Synowie Sahary (ar. يا بني الصحراء, Yā Banīy As-Saharā) – hymn państwowy Sahary Zachodniej, został przyjęty w 1976 r. przez organizację Front Polisario po niepodległości tego państwa. Autor tekstu i kompozytor melodii są nieznani.
słowa arabskie
يابني الصحراء انتم في الوغى حاملي المشعل في الدرب الطويل

اصنعوالثورة في أمتنا واسلكوا من أجلها هذا السبيل

اقطعوا رأس الدخيل اقطعوا رأس الدخيل

أيها الثوار يمجد الوطن اقطعوا الاقطاع في هدا الربوع

وانزعو بالحرب أسباب الفتن ورفضوها لا خضوع لا خنوع

لا عميل لا دخيل لا عميل لا دخيل

أيها السائل عنا إننا من تحدى في الجهاد المستحيل

نحن من حطم ذاك الوثنا نحن من لقنه الدرس الجليل

إننا شعب نبيل إننا شعب نبيل

نحن من أعلناها ضد الغزاة ثورة تحرق كل الغاصبين

إنها الحرب التي تمحو الطغات وتقر الحق حق الكادحين

إننا شعب نبيل إننا شعب نبيل

إنها الثورة من أجل الشعوب وستمضي في البلادالعربية

تصنع الوحدة دوما في القلوب وتقيم العدل والديمقراطية

كل قرن كل جيل كل قرن كل جيل
tekst zromanizowany
yā banī ṣ-ṣaḥrāʾi antam fī l-waġá ḥāmilī l-mašʿali fī d-darbi ṭ-ṭawīl

iṣnaʿū ṯ-ṯawrâta fī ummatinā w-aslukū min aǧlihā haḏā s-sabīl

iqṭaʿū raʾsa d-daḫīl iqṭaʿū raʾsa d-daḫīl

ayyuhā ṯ-ṯuwwāru yā maǧd al-waṭan iqṭaʿu l-iqṭāʿa fī haḏī r-rubūʿ

w-anzaʿū bi-l-ḥarbi asbāba l-fitan w-arfuḍūhā lā ḫuḍūʿu lā ḫunūʿ

lā ʿamīlu lā daḫīl lā ʿamīlu lā daḫīl

ayyuhā s-sāʾilu ʿannā innanā man taḥaddá fī l-ǧihādi l-mustaḥīl

naḥnu man ḥaṭṭama ḏāka l-waṯanā naḥnu man laqqanahu d-darsa l-ǧalīl

innanā šaʿbu nabīl innanā šaʿbu nabīl

naḥnu man aʿlannāhā ḍida l-ġuzāt ṯawrâtu taḥriqu kulla l-ġāṣibīn

innahā l-ḥarbu l-latī tamḥū ṭ-ṭuġāt wa-tuqirru l-ḥaqqa ḥaqqa l-kādiḥīn

innanā šaʿbu nabīl innanā šaʿbu nabīl

innahā ṯ-ṯawrâtu min aǧli š-šuʿūb wa-satamḍī fī l-bilādi l-ʿarabīyâ

taṣnaʿu l-wiḥdâta dawmā fī l-qulūb wa-tuqīmu l-ʿadla wa-d-dīmuqrāṭīyâ

kulla qarni kulla ǧīl kulla qarni kulla ǧīl